# The Aliens' Invasion
The Aliens' Invasion è un cortometraggio muto del 1905 diretto da Lewin Fitzhamon. Lo si ritiene un film perduto.

## Trama
Operai inglesi vengono licenziati e i loro bambini affamati muoiono perché in Inghilterra arrivano lavoratori ebrei che accettano di lavorare per salari più bassi.

## Produzione
Il film fu prodotto dalla Hepworth.

## Distribuzione
Distribuito dalla Hepworth, il film - un cortometraggio della lunghezza di 137 metri - uscì nelle sale cinematografiche britanniche nell'ottobre 1905.
Non si hanno altre notizie del film che si ritiene perduto, forse distrutto nel 1924 quando il produttore Cecil M. Hepworth, ormai fallito, cercò di recuperare l'argento del nitrato fondendo le pellicole.